# (10225) 1997 VQ1
A (10225) 1997 VQ1 a Naprendszer kisbolygóövében található aszteroida. Ueda Szeidzsi és Kaneda Hirosi fedezte fel 1997. november 1-én.

## Kapcsolódó szócikk
- Kisbolygók listája (10001–10500)